# Osinachi Ohale
Osinachi Marvis Ohale (* 21. Dezember 1991 in Owerri) ist eine nigerianische Fußballspielerin.

## Karriere

### Vereine
Ohale spielte von 2008 bis 2009 für die Rivers Angels in Nigerias höchster Frauenfußballliga. Im Jahr 2010 wechselte sie zum Ligakonkurrenten Delta Queens, mit dem sie 2011 und 2012 die nigerianische Meisterschaft gewinnen konnte. Nach einem erfolglosen Probetraining beim russischen Erstligisten FK Rossijanka im Jahr 2013 kehrte Ohale wieder zu den Queens zurück. Zur Saison 2014 wechselte Ohale in die US-amerikanische National Women’s Soccer League zum Liganeuling Houston Dash. Dort debütierte sie am 12. April im ersten Saisonspiel gegen den Portland Thorns FC, ihr erstes Tor für Houston erzielte sie am 26. Mai gegen Washington Spirit. Nach der Saison wurde Ohale von den Dash freigestellt und kehrte zu den Rivers Angels zurück.

### Nationalmannschaft
Ohale nahm 2010 an der U-20-WM in Deutschland teil. Daraufhin wurde sie A-Nationalspielerin und nahm im Jahr 2011 an der Weltmeisterschaft in Deutschland teil.
Am 16. Juni 2023 wurde sie für den nigerianischen Kader bei der Weltmeisterschaft 2023 nominiert, kam in jedem der vier Spiele ihres Teams zum Einsatz und schied mit der Mannschaft im Achtelfinale gegen die Engländerinnen aus. Beim 3:2-Erfolg im zweiten Gruppenspiel gegen Co-Gastgeber Australien erzielte sie ein Tor.

## Erfolge
- 2011, 2012: Nigerianische Meisterschaft (Delta Queens)